# Џек Спароу
Капетан Џек Спароу (енгл. Jack Sparrow) је измишљени лик и главни протагониста у филмовима серијала Пирати са Кариба. Осмислили су га сценаристи Тед Елиот и Тери Росио, а одглумио Џони Деп. Прво појављивање му је било у филму Пирати са Кариба: Проклетство Црног бисера (2003). Појављује се у наставцима Тајна шкриње (2006), На крају света (2007), На чуднијим плимама (2011) и Салазарова освета (2017). Џек Спароу је у почетку био замишљен као споредни лик, али је у свим филмовима серијала постао главни лик.